# Samgurali Ckaltubo
SK Samgurali Ckaltubo (gruz. სკ სამგურალი წყალტუბო) – gruziński klub piłkarski z siedzibą w Ckaltubo. W sezonie 2021 gra w Erownuli Liga.

## Historia
Klub został założony w 1945 jako Samgurali Ckaltubo. Na początku grał w rozgrywkach lokalnych. W 1990 debiutował w pierwszych rozgrywkach o Mistrzostwo niepodległej Gruzji, w której grał do sezonu 2001/02. W sezonie 1994/95 zajął ostatnie 16. miejsce i spadł na rok do Pirveli Liga. W sezonie 1999/00 zajął 7. miejsce i spadł ponownie na rok do Pirveli Liga. Ale tym razem powrót był tylko na jeden sezon. Ostatnie 12. miejsce w sezonie 2001/02 i spadek do Pirveli Liga.

## Sukcesy
- Mistrzostwo Gruzji:

4. miejsce: 1992/93
- Puchar Gruzji:

finalista: 1998/99, 2020, 2021